# 551231 Zywiec
551231 Zywiec este o planetă minoră (asteroid) din centura de asteroizi. A fost descoperită pe 4 ianuarie 2013 la  de  și a fost numită după Żywiec. 
Obiectul prezintă o orbită caracterizată de o semiaxă mare de 2,3784544366741 UAi, o excentricitate de 0,22450004307258, o înclinație de 12,938968125046 ° în raport cu ecliptica.